# Cekel
Cekel is een bestuurslaag in het regentschap Grobogan van de provincie Midden-Java, Indonesië. Cekel telt 2623 inwoners (volkstelling 2010).